# Paradeismühle
Die Paradeismühle ist eine denkmalgeschützte Wassermühle am Röllbach (Main)  bei Klingenberg am Main.

## Geschichte
Der Fachwerkbau im Röllbachtal wurde 1798 als reine Getreidemühle errichtet. Die Steininschrift am Türeingang im Hof lautet:
Anno 1798 führte Franz Nonnemacher auf diesem Bau

und das mit Vergnügen, Regina seine Frau

Er stellet ihn mit Fleiß

hier her ans P a r a d e i s.
Der Schwiegertochter von Franz Nonnemacher wurde der Standort der Mühle weit außerhalb bald zu langweilig. Sie verkaufte diese und übernahm stattdessen die Dorfmühle im Ort. Der spätere Besitzer Georg Lang ließ zusätzlich ein Sägewerk installieren. Daraus resultierte auch der Name Schneidmühle. Durch die doppelte Nutzung aus Mehl mahlen und Holz sägen war die Mühle nun rentabel. Sein Sohn Emil Lang erlernte ebenfalls das Müllerhandwerk, richtete aber 1925 zusätzlich noch eine kleine Wirtschaft ein. Die Schneidmühle wurde ein beliebtes Ausflugsziel für Schulklassen und Familien. Der Mühlbach floss in einem Bett aus Sandstein durch den Hausflur, was für große Aufmerksamkeit bei den Kindern führte. Da die Familie Lang keine männlichen Nachkommen hatte, wurde die Mühle 1961 von Trude Kachel, geborene Lang verkauft.
Heute betreibt die Familie Köhlich in der Paradeismühle ein Tagungshotel und Restaurant.